# Sous-préfecture d'Ogasawara
Pour les articles homonymes, voir Ogasawara.
La sous-préfecture d'Ogasawara (小笠原支庁, Ogasawara-shichō) est une sous-préfecture de Tōkyō au Japon et est composé de l'unique village d'Ogasawara. Son territoire correspond à l'archipel d'Ogasawara (plus de trente îles pour 100 km2) et est situé plus de mille kilomètres au sud de Honshū.

## Village d'Ogasawara
La sous-préfecture est composée de l'unique village d'Ogasawara (小笠原村, Ogasawara-mura) réparti sur les îles Chichi et Haha, peuplées de respectivement de 2 000 et 440 habitants. Ces deux îles font partie des îles d'Ogasawara (小笠原群島, Ogasawara guntō), aussi appelées îles Bonin (無人島, Bunin-shima, litt. « île sans personnes »), situées au nord de l'archipel d'Ogasawara.
La population est principalement japonaise mais compte quelques Coréens ainsi que des Taïwanais.
Les principaux produits du village sont le bois de construction et l'industrie fruitière, tels que les bananes et les ananas.

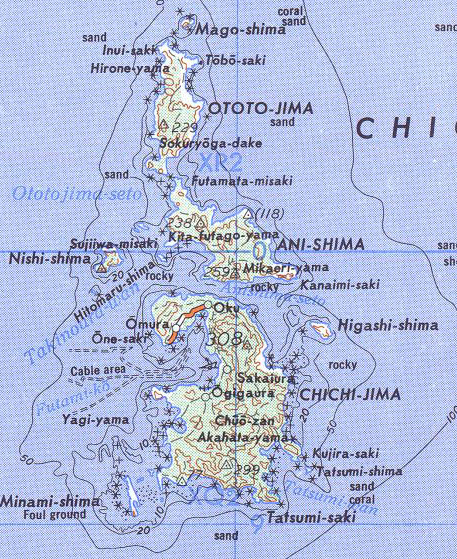
Chichi-jima.
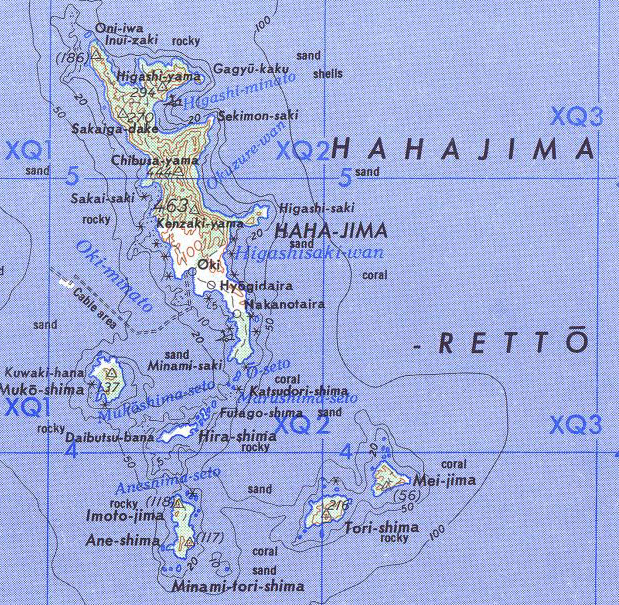
Haha-jima.

Les îles d'Ogasawara étaient connues à l'époque d'Edo sous le nom d'îles Bonin. Elles ont été réclamées par le Japon au Royaume-Uni en 1875 et placées sous la préfecture de Tokyo en 1880. Pendant la Seconde Guerre mondiale, les îles ont formé un bastion militaire japonais important jusqu'à ce qu'elles soient prises par la marine américaine en 1945. Les îles ont été administrées par les militaires américains jusqu'en 1968.